# Zhong Guiqing
Zhong Guiqing (chiń. 钟桂清; ur. 5 lipca 1977) - była chińska lekkoatletka, specjalizująca się w skoku o tyczce.

## Osiągnięcia
- złoty medal mistrzostw Chin (1995)[1]
- dwukrotnie miejsca w czołowej "10" list światowych (1995 – 6. miejsce & 1996 – 10. miejsce)[2]
- ustanowienie rekordu świata (1995 - 4,08 m)[3]

## Rekordy życiowe
- skok o tyczce - 4,15 (1996)